# Nosson Seví Finkel
Nosson Seví Finkel (Raseiniai, Lituània, 1849 - Jerusalem, Mandat Britànic de Palestina, 1927) va ser un rabí conegut per la seva erudició i saviesa.
Va fundar la Ieixivà de Slabodka i la Ieixivà d'Hebron, de les quals va obrir una sucursal en 1926 a Hebron en el Mandat Britànic de Palestina. En el seu sistema educatiu, Finkel va emfatitzar la necessitat de cercar la perfecció i l'amor a la veritat, així com la importància de l'espiritualitat en la vida quotidiana. Finkel era conegut com el savi de Slabodka, els seus estudiants van esdevenir els líders de moltes ieixivot lituanes als Estats Units i a Israel.